# Schwarzlose MG M.07/12
A Maschinengewehr Patent Schwarzlose M.07/12 "el nem reteszelt, könyökcsuklóval fékezett önműködő lőfegyver, amelynél a gáznyomás a zárat és az adogatót mozgatja és így önműködően tölt, tüzel és ürít."
Az Osztrák–Magyar Monarchia szárazföldi, vízi és légi haderejének rendszeresített géppuskája volt 1907-től az első világháború végéig.

## Fejlesztés
A fegyvert a német származású Andreas Wilhelm Schwarzlose, a korban Európa szerte ismert konstruktőr 1902-ben tervezte meg és 1905-től kezdték gyártani az ausztriai Steyr Mannlicher-ben.
Légi harcokra specializált, sokszorosan módosított és áttervezett MG-16A gyorsabbnak és megbízhatóbbnak bizonyult mint a Maxim géppuska alapján tervezett más országokban a légierőnek  gyártott géppuskatípusok.

## Működése
A cél a Maxim géppuskánál egyszerűbb szerkezet megalkotása volt, ami sikerült is a késleltetett tömegzáras működési elvnek köszönhetően. A zár tömegének csökkentése érdekében egy erős spirálrugót alkalmaztak, valamint egyéb mechanikus késleltetőket.
A fegyver csövének lerövidítésével érték el, hogy a gáznyomás a megfelelő értékre redukálódjon.
A fegyver nyitott zárszerkezettel üzemelt, ennek köszönhetően javult a cső hűtése és csökkent a lehetősége a lőszer robbanásnak is. A fegyver rendelkezett egy olajozó készülékkel is, amely minden egyes lőszert megkent, nehogy beragadjon a hüvely a töltényűrbe. Ez az alkatrészt a későbbi módosítások alkalmával feleslegesnek bizonyult, mivel a zártömb súlyát megnövelték.
A cső hűtéséről körülbelül 3 liter víz gondoskodik, mely egy páncélozott tartályban, a cső körül volt. Egy tölcséres lángrejtő is csatlakozott a fegyvercsőhöz, ami jellegzetes alakot kölcsönzött a géppuskának, de ezt gyakran leszerelték. A géppuska másik jellegzetessége a hangja volt, amit a relatív alacsony tűzgyorsaságnak köszönhetett. Négy csövet rendszeresítettek a fegyverhez: ebből kettőt éles és kettőt a gyakorló lőszerhez.

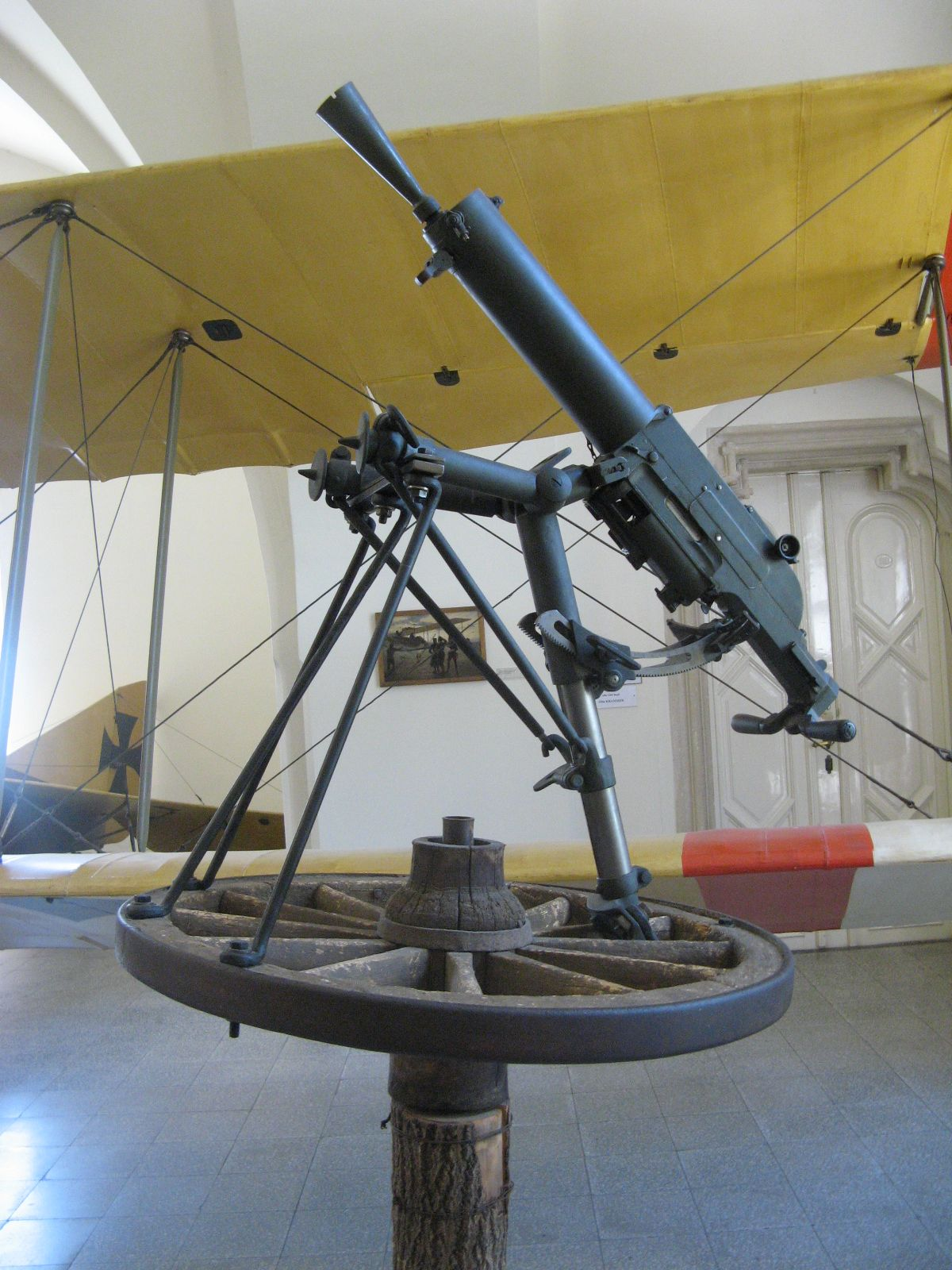
A Schwarzlose MG.07/12 géppuska légi célra beállítva

A fegyverhez tartozott még egy háromlábú állvány is, amelyre egy kiegészítő páncéllemezt lehetett felszerelni. Az állvány kiegészíthető volt, így azt a lövészárokban vagy légvédelmi feladatokra is könnyebben tudták alkalmazni.

## Lőszer
A Schwarzlose géppuska az Osztrák–Magyar Monarchia hadereiben rendszeresített Mannlicher 8x50R gyalogsági puskalőszert tüzelte. A teljes lőszer súlya 28,3 g, ebből az ogivál lövedék 15,8 g, a lőportöltet 2,7 g. A teljes lövedék 76,00 mm hosszú, ebből a hüvely 50,60 mm-t tesz ki. A lövedék átmérője 8,22 mm, míg a hüvelyperem átmérője 14,24 mm.
Rendelkezésre állt még a gyakorláshoz egy kiképző lőszer is, aminek fából volt a lövedéke. Ez a lövedék tüzeléskor, a csőtorkolat után 1 méterrel már széthullott, nem jelentett veszélyt.

## Alkalmazó országok

### Osztrák–Magyar Monarchia

#### cs. és kir. Hadsereg
A cs. és kir. Hadseregben minden ezred rendelkezett két, közvetlen neki alárendelt géppuskás szakasszal.
Az első világháború kitörésével ez a rendszer megváltozott. Minden zászlóalj kapott egy géppuskás szakaszt, amelyet leggyakrabban a negyedik századba osztottak be. A rajokra tagozódó géppuskás szakaszokat négy vagy több géppuskával fegyverezték fel.

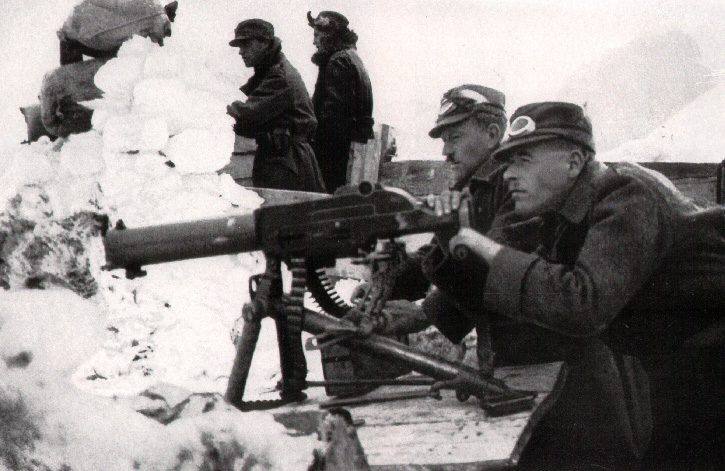
Valahol a hegyekben

Minden géppuskát három ember szolgált ki. Rendszerint egy tizedes volt az irányzó, míg a másik két katona a fegyverrel foglalatoskodott: a kezelő a fegyverrel lőtt, a lőszeres pedig pedig a lőszert adagolta a fegyverbe. Menetek alkalmával a kezelő a géppuskát vitte a hátán az erre rendszeresített favázú hordkészüléken, míg lőszeres a lőszert vitte a fa rakaszokban.
Ha célhoz értek, akkor a géppuskás levette a hátáról a fegyvert tűzkésszé tette. A cső alatt kihajtotta a kétlábú fegyverállványt, míg a harmadik alátámasztási pontot a hordkészüléken képezték ki.
A háború végére már majdnem minden hadosztálynak volt egy géppuskás zászlóalja. Ez három századdal rendelkezett, századonként nyolc géppuskával felszerelve. De az sem volt ritka, hogy csak négy darab jutott a századnak. Néhány egységnél előfordult, hogy a géppuskás századokat szétosztották a gyalogzászlóaljak között.

#### cs. és kir. Haditengerészet
Amikor a fegyvert a Monarchia hadseregében rendszeresítették, a haditengerészet is kapott belőle. Kezdetben a hajók fedélzetén állították fel egy állványra. A háborús tapasztalatoknak köszönhetően az új dunai monitorokon és őrnaszádokon már forgatható páncélkupolába helyezték el a géppuskákat, külön-külön.

#### cs. és kir. Légjáró csapatok

##### Előnyök a Maxim típusú géppuskákhoz képest a légi csatákban

###### Fejlesztés és módosítások
A Schwarzlose géppuska az első világháború leggyorsabban tüzelő és legmegbízhatóbb fegyvere lett repülőgépeken (legkevésbé volt hajlamos beragadásra). Azonban az alapváltozatú gyalogsági modellek jelentős módosításokon és fejlesztéseken estek át, hogy elérjék ezt a szintet, ami csak az MG–16 és MG–16A modellek megjelenésével valósult meg.  
A szabványos gyalogság által használt Schwarzlose M.07/12 körülbelül 400–500 lövés percenkénti (L/perc) tűzgyorsasággal rendelkezett. A légiharcokhoz mérnöki módosításokat hajtottak végre a fegyveren, hogy optimalizálják teljesítményét a repülőgépek szűk, nagysebességű környezetében. Főbb módosítások:
- **Fokozószerkezetek**: Légnyomásos vagy rugóval működtetett fokozót szereltek fel a szinkronizáló szerkezet ellenállásának kompenzálására.
- **Javított hűtés**: A vízhűtésű csövet lecserélték léghűtésűre a tömeg csökkentése érdekében.
- **Lőszerellátás**: A szíjas táplálást simábbá tették, hogy ne akadjon meg manőverezés közben.

Ezek a változtatások a repülőgépes Schwarzlose tűzgyorsaságát **600–800 L/perc** értékre növelték. Összehasonlításképp a Maxim-géppuskákból fejlesztett szinkronizált fegyverek (pl. a Vickers) gyakran csak **400–500 L/perc** sebességgel tüzeltek a szinkronizálási késleltetések miatt.
Archív források, például az *Osztrák–Magyar Fegyverzeti Jelentések (1916–1918)*, megerősítik, hogy a módosított Schwarzlose jobb teljesítményt nyújtott a szinkronizált Maximoknál teszteken. Brit értékelések "figyelemre méltó tűzgyorsaságnak" nevezték, de kritizálták megállító erejét.
| Jellemző     | Schwarzlose (MG–16)     | Maxim/Vickers (szinkronizált) |
| ------------ | ----------------------- | ----------------------------- |
| Tűzgyorsaság | 600–800 L/perc          | 300–500 L/perc                |
| Működési elv | Késleltetett tömegzáras | Visszarúgásos                 |
| **Hűtés**    | Léghűtésű               | Vízhűtésű                     |
| **Tömeg**    | ~20 kg                  | ~30–40 kg                     |

A Schwarzlose géppuskát a légierő gépein is használták. Vagy fixen beépítve az orrba támadó fegyverként, vagy pedig mozgatható állványon, mint védőfegyver.
Azért, hogy a légcsavarkörön is át tudjanak tüzelni, bonyolult szinkronizálót kellett építeni. Ennek a Schwarzlose géppuska viszonylag nagy késleltetése miatt volt szükség. A hatékony szinkronizáláshoz csak egy keskeny sáv állt rendelkezésre a motor fordulatszám tartományában. Ezért az osztrák–magyar vadászgépekben egy nagy és szembetűnő fordulatszámmérőt építettek be. A géppuska M16-os változatát már nagyobb pontossággal tudták használni, de a megnövelt fordulatszám tartomány elérése még mindig akadályokba ütközött, kivéve, ha Daimler szinkronizáló készülékkel látták el az adott repülőgépet. Az eredmény sohasem volt teljes mértékben kielégítő ezért a monarchia repülőgépeit gyakran felszerelték a Kravics jelzőkészülékkel. Ez egy ügyes lövedék becsapódás jelző készülék volt, ami figyelmeztette a pilótát, ha a szinkronizáló szerkezet meghibásodik.
Mielőtt az összehangolás problémáját megoldották, sűrűn lehetett a Schwarzlose géppuskákat a felső szárny közepén elhelyezett  gyerekkoporsóban (Type-II VK fegyverkonténer) látni. Ez az elrendezést főleg a háború elején alkalmazták, később már csak kétüléses csatagépeken volt megfigyelhető.
A háború előrehaladtával először lyukakat vágtak a vízköpenybe, majd 1916 körül teljesen el is távolították azt a géppuskáról, így léghűtésessé téve azt. Ekkor az egész fegyvert is áttervezték, erősebb rugót építettek be, a jobb működés érdekében.
Mindezek ellenére a Schwarzlose géppuska hátrányos tulajdonságai a háború végéig megmaradtak: a töltényolajozó a hidegben besűrűsödött, a vászonheveder gyakran lett nedves és emiatt sokszor a légicsaták alatt akadt el a fegyver.

### Magyar Királyság

#### m. kir. Honvédség
A magyar királyi Honvédség megalakulását követően tovább használta a monarchiától örökölt fegyvereket, így a géppuskát is. Változás az 1930-as évek elején történt, amikor bevezették az új, 31.M (8x56R)géppuskatöltényt. Az új lőszer használatához a már meglévő fegyverek töltényűrét kellett felfúrni és az irányzékot kicserélni. Ezen átalakított fegyverek a 7/31.M jelölést kapták.

#### m. kir. Folyamerők
A 7/12. M Schwarzlose géppuska a magyar királyi Folyamerők őrnaszádjain és páncél-motorcsónakjain volt rendszeresítve. Ezt a típust 1931-ben felfúrták, hogy az új típusú, 31. M hegyes tölténnyel tudják alkalmazni.

### Csehszlovákia
Az első világháború után a Csehszlovák hadsereg is rendszeresített, majd gyártotta is a géppuskát Schwarzlose vz.07/24 néven a Janeček fegyverüzemben. Ez a fegyver már 7,92 x 57 Mauser lőszerrel tüzelt. A Szudéta-vidéken kiépített könnyű erődökbe (36-os és 37-es típusok) is ezt a típusú géppuskát építették be 1935 és 1938 között.

### Svéd Királyság
A svéd hadsereg a Schwarzlose M 07/12 közepes géppuskát Kulspruta m/1914. (Ksp m/14) néven rendszeresítette. Közel 1300 darab fegyvert licenc alapján a Carl Gustafs Stadts Gevarsfaktori gyártott le Eskilstuna-ban. Az utolsó darabokat az 1930-as években adták át, majd a későbbiekben Browning modellekkel váltották le. Viszont a hozzá rendszeresített háromlábú fegyverállványt csak az 1980 körül vonták ki.
A fegyver olyan sikeres volt Svédországban, hogy a mai napig is megtalálható a Svéd Géppuskás Céllövő Érem előlapján a rajza.

### Holland Királyság
A Hadsereg elhatározta 1900-ban, hogy egy megfelelő géppuskát fog rendszeresíteni és sorozatban gyártani. Schwarzlose a fejlesztést 1906-ban kezdte el és 1908-ra lett kézzelfogható eredménye. Dacára annak, hogy a Schwarzlose minősége gyengébb volt, mégis ezt választották, mivel jóval olcsóbb volt, mint a riválisok ajánlatai. A Schwarzlose 1.500 Guldenbe, a Spandau 3.100 Guldenbe, a Hotchkiss fegyvere pedig 2.233 Guldenbe került. A másik tényező ami még az ár mellett közrejátszott az a könnyebb szétszerelhetőség, a kisebb tömeg és hogy könnyebb volt átállítani légvédelmi feladatokra. Azonban már 1908-ban korszerűtlennek számított a magas tűzgyorsasága miatt (az optimális 400-450 lövés/perc lett volna, szemben a meglévő 520-550-nel.
Mivel a háború 1908-ban már közel volt, mégis rendszeresítették a Schwarzlose M.08 géppuskát. A fegyver űrmérete 6.5 mm volt (akár csak a Lewis M.20-nak és a Mannlicher M.95-nek), de ezt 1925-ben felfúrták 7.9 mm-re.
Az első világháború várható kitörése miatt a tervezettnél több fegyvert rendelt meg a hadsereg: 75 db-ot 1910 áprilisában, 56 db-ot 1911 júliusában, 55 db-ot 1913 decemberében. Az 1915-ös évben már 300 db géppuska állt rendelkezésre, mígnem a tüzérségi  nem módosítottak a fegyver néhány alapvető hibáján (pl.: minden egyes lőszer megolajozása a lovés előtt). Így aztán 1940-ig közel 2.000 módosított géppuskát gyártottak M.08/15 megjelöléssel.
A fegyvert egyaránt alkalmazta a gyalogság, a lovasság és a holland erődök kazamatáiba is beépítésre került. A lovassági változat 17 cm-el volt rövidebb, mint a normál méretű géppuska köszönhetően a módosításoknak.. Hollandia 1940 májusában körülbelül 2600 db Schwarzlose géppuskával rendelkezett, ebből 2006 db volt az M.18/15 változat.

### Finnország
Finnország a Téli Háború alatt vásárol a svédektől 12 db Ksp m/14 géppuskát. A Svéd önkénteseket, akik a Svenska Frivillig Kåren alakulatban szolgáltak, már csak a harcok végébe tudtak bekapcsolódni. A Téli Háború végeztével az önkéntesek hazavonultak, de a fegyvereiket Finnországban hagyták, a Svéd nép ajándékaként. Ez körülbelül 40 darab fegyvert jelentett, 1940 közepére már 52 Schwarzlose géppuskával rendelkezett a Finn hadsereg. A Folytatólagos Háborúra készülve újabb géppuskákat szereztek be. Így megközelítőleg 70 darab fegyverük volt ebből a típusból. 1943-44-ben aztán közel 60 darabot eladott a Svédeknek vissza. Az utolsó Ksp m/14 típusú géppuskákat az Interarmco-nak adták el 1960-ban.

### Lengyelország
Lengyelországban a fegyvert 1924-ben modernizálták: 7,92x57 mm Mauser töltény használatára alakították át és a csőhosszt is megnövelték 630 mm-re. Ennek a változatnak a típusmegjelölése wz. 1907/24 lett.

### Törökország
Az Oszmán hadsereg csak egy maroknyi Maxim, Schwarzlose és Hotckiss géppuskával rendelkezett az első világháború kezdetén.